# Panicum humile
Panicum humile är en gräsart som beskrevs av Ernst Gottlieb von Steudel. Panicum humile ingår i släktet vipphirser, och familjen gräs. Inga underarter finns listade i Catalogue of Life.